# Charles-Philippe Place
Charles-Philippe Place (Parigi, 14 febbraio 1814 – Rennes, 5 marzo 1893) è stato un cardinale e arcivescovo cattolico francese.

## Biografia
Nacque a Parigi il 14 febbraio 1814.
Papa Leone XIII lo elevò al rango di cardinale nel concistoro del 7 giugno 1886.
Morì il 5 marzo 1893 all'età di 79 anni.

## Genealogia episcopale
La genealogia episcopale è:
- Cardinale Scipione Rebiba
- Cardinale Giulio Antonio Santori
- Cardinale Girolamo Bernerio, O.P.
- Arcivescovo Galeazzo Sanvitale
- Cardinale Ludovico Ludovisi
- Cardinale Luigi Caetani
- Cardinale Ulderico Carpegna
- Cardinale Paluzzo Paluzzi Altieri degli Albertoni
- Papa Benedetto XIII
- Papa Benedetto XIV
- Cardinale Enrico Enriquez
- Arcivescovo Manuel Quintano Bonifaz
- Cardinale Buenaventura Córdoba Espinosa de la Cerda
- Cardinale Giuseppe Maria Doria Pamphilj
- Papa Pio VIII
- Papa Pio IX
- Cardinale Charles-Philippe Place